# Rubiol de sang
El rubiol de sang (Agaricus sylvaticus) és un bolet comestible de la família de les agaricàcies que creix en boscos de coníferes i de planifolis a finals d'estiu i a la tardor. El seu cos fructífer, de 10 a 15 cm, presenta un barret amb esquames fibroses brunes, làmines rosades que enfosqueixen amb l'edat, i carn blanca que en tallar-se es torna vermella.